# آندریاس نیمت
آندریاس نیمت (انگلیسی: András Németh؛ زادهٔ ۹ نوامبر ۲۰۰۲) بازیکن فوتبال اهل آفریقای جنوبی است.
وی همچنین در تیم‌های ملی فوتبال زیر ۲۱ سال مجارستان و مجارستان بازی کرده‌است.